# Коюви къщи
Коювите къщи е ансамбъл от възрожденски постройки в град Банско, България.
Ансамбълът е разположен на двустранно застроена малка уличка в града и се състои от образци на банската архитектура от края на XIX и началото на XX век. Коювите къщи включват жилищни сгради, стопански здания и улична чешма. Особена характеристика на ансамбъла са дървените еркери към улицата, които са единствените по архитектурно решение, запазени в Банско. Коювите къщи са изцяло автентично запазени.